# Сидоренко Марко Лук'янович
Марк Лук'янович Сидоренко (2 серпня 1915, Дубіївка — 27 березня 1945) — радянський військовий льотчик, Герой Радянського Союзу (1943) в роки німецько-радянської війни командир ланки 66-го гвардійського винищувального авіаційного полку (4-а гвардійської винищувальної авіаційної дивізія 1-го гвардійського винищувального авіаційного корпусу, 15-ї повітряної армії Брянського фронту.

## Біографія
Народився 2 серпня 1915 року в селі Дубіївці (нині Черкаського району Черкаської області) в сім'ї робітника. Українець. Закінчив початкову школу. Працював ковалем. З 1937 року в лавах Червоної Армії. У 1938 році закінчив Ворошиловградську військову авіаційну школу пілотів.
На фронтах німецько-радянської війни з травня 1942 року. Воював у складі 875-го винищувального авіаційного полку. У 1943 році воював на Брянському фронті. У березні 1943 року полк став називатися 66-м гвардійським ВАП.
До липня 1943 року командир ланки 66-го Гвардійського винищувального авіаційного полку (4-а гвардійська винищувальна авіаційна дивізія, 1-й гвардійський винищувальний авіаційний корпус, 15-а повітряна армія, Брянський фронт) гвардії лейтенант М. Л. Сидоренко здійснив 50 бойових вильотів, в повітряних боях збив 11 літаків противника. У липні брав участь у Курській битві, потім воював на 1-му Прибалтійському фронті.
Указом Президії Верховної Ради СРСР від 28 вересня 1943 року за мужність і героїзм, проявлені в боротьбі з німецько-фашистськими загарбниками, гвардії лейтенанту Сидоренку Марку Лук'яновичу присвоєно звання Героя Радянського Союзу з врученням ордена Леніна і медалі «Золота Зірка» (№ 1230).
27 березня 1945 Марко Сидоренко зник безвісти після напруженого повітряного бою. До того часу на його рахунку числилося не менше 15 збитих літаків.

## Нагороди, пам'ять
Нагороджений орденами Леніна, Червоного Прапора, Вітчизняної війни 1-го ступеня, Червоної Зірки, медалями.
У рідному селі Герюю Сидоренку М. Л. встановлено обеліск.